# 1792 en France
Chronologie de la France
- 1788
- 1789
- 1790
- 1791
- 1792
- 1793
- 1794
- 1795
- 1796

Cette page concerne l'année 1792 du calendrier grégorien.

## Événements

### Janvier
- 2 janvier : décret d'accusation contre Monsieur, le comte d'Artois, le prince de Condé et plusieurs autres chefs des émigrés[1].
- 16 janvier : Monsieur est déclaré déchu de son droit éventuel à la régence[2].
- 20-21 janvier : troubles aux faubourgs Saint-Marcel et Saint-Denis à Paris à l'occasion des accaparements de sucre et de café ; le feu est mis à la prison de la Force[3].

### Février
- Décret du 1er février 1792 sur les passeports, sanctionné le 28 mars, qui rétablit le contrôle interne de la circulation[4].
- 7 février : traité de Berlin ; alliance défensive entre la Prusse et l’Autriche contre la Pologne et la France révolutionnaire, ratifié le 19 février[5].
- 9 février : décret prononçant le séquestre des biens des émigrés,  sanctionné le 11 par le roi[2].
- 27 février : trois cents « citoyennes de Paris » déposent une adresse à l'Assemblée nationale où elles font part aux législateurs de leur droit et de leur volonté de porter les armes dans des bataillons féminins[6].

### Mars
- 1er mars : mort de l'empereur Léopold II, avènement de François II
- 6 mars : Pauline Léon, à la tête d'une députation de citoyens, lit à l'Assemblée législative une pétition signée par 319 femmes demandant la permission d'organiser une garde nationale féminine[6]
- 10 mars : discours de Brissot contre le ministre Lessart, opposé à la guerre ; il est mis en accusation pour trahison. Les ministres feuillants démissionnent à sa suite. Dumouriez est nommé aux Affaires étrangères le 15 mars. Et le 23 mars un gouvernement brissotin se constitue avec Étienne Clavière aux finances et Roland à l’intérieur[7] (fin le 13 juin).
- 22 mars : Claude Chappe présente son télégraphe aérien à la tribune de l'Assemblée législative[8].
- 24 mars : décret reconnaissant les droits politiques des hommes libres de couleur et Noirs libres, ratifié par le roi le 4 avril[9].
- 25 mars :  l'ultimatum remis par la France à François II, roi de Bohême et de Hongrie, pour faire disperser les rassemblements d'émigrés en Rhénanie, est repoussé.
- 28 mars :
  - décret d'amnistie pour les crimes politiques[2].
  - une loi sanctionnée par le roi le 4 avril donne l'égalité des droits politiques pour les libres de couleur[10].
- 30 mars : décret de confiscation des biens des nobles émigrés depuis le 1er juillet 1789[2].

### Avril

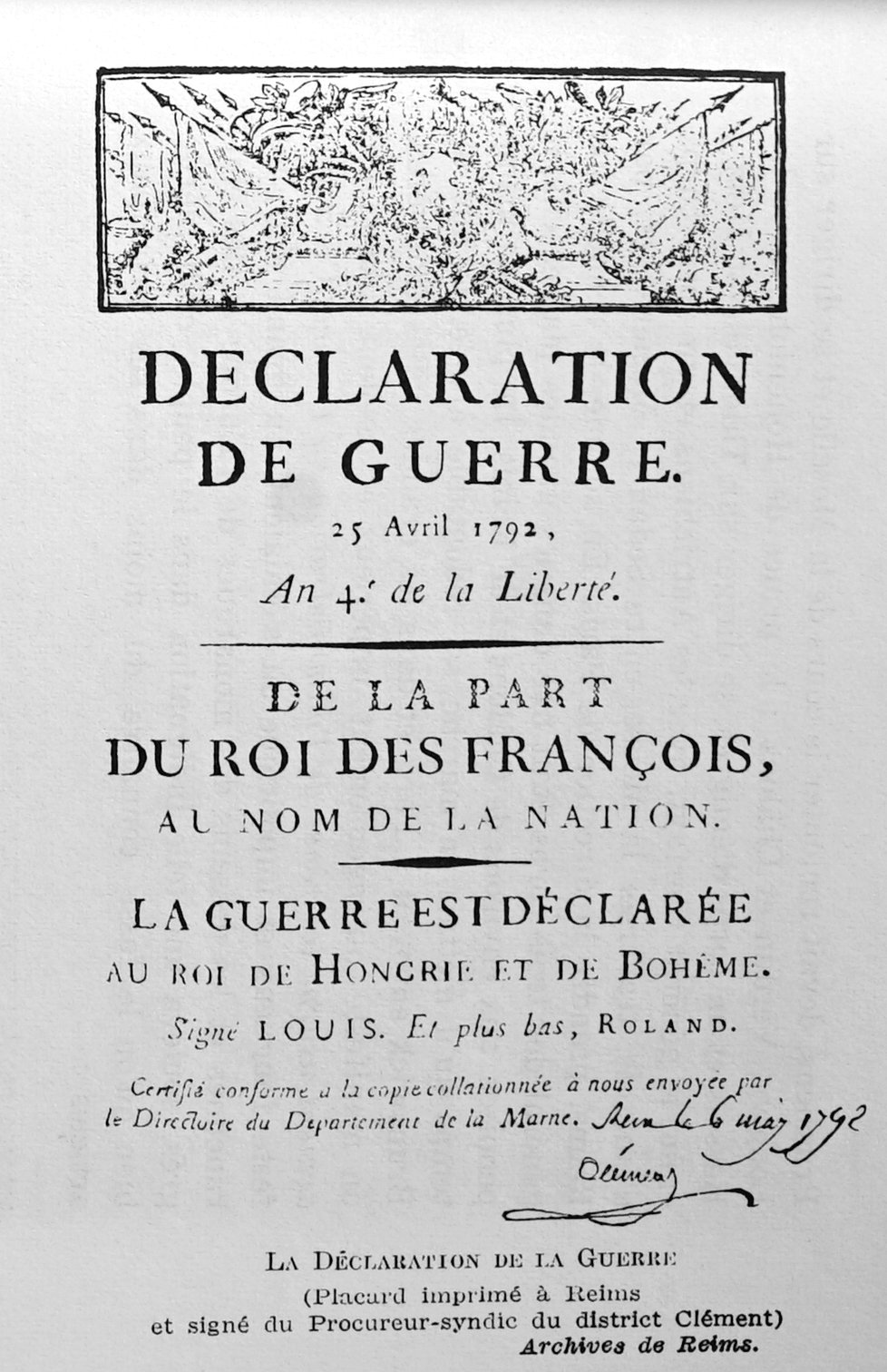
Le 25 avril, la déclaration de guerre.

- 4 avril : émission de 50 millions d'assignats[11].
- 5 avril : décret qui supprime les congrégations ecclésiastiques ou laïques et prohibe tout costume ecclésiastique et religieux[2].
- 13 avril-3 juillet : Duranthon, ministre de la Justice[12].
- 20 avril : 
  - la France déclare la guerre au roi de Bohême et de Hongrie[13] (c'est-à-dire l'empereur d'Autriche François II, qui avait adressé à Louis XVI le 15 avril un ultimatum concernant les droits des Princes possessionnés d'Alsace[14]). En juillet, le roi de Prusse déclare la guerre à la France en vertu de l'accord austro-prussien du 7 février.
- 20 et 21 avril : lecture du rapport et projet de décret sur l’organisation générale de l’instruction publique présenté à l'Assemblée constituante par Condorcet[15].
- 25 avril : première exécution par la guillotine place de Grève[16].

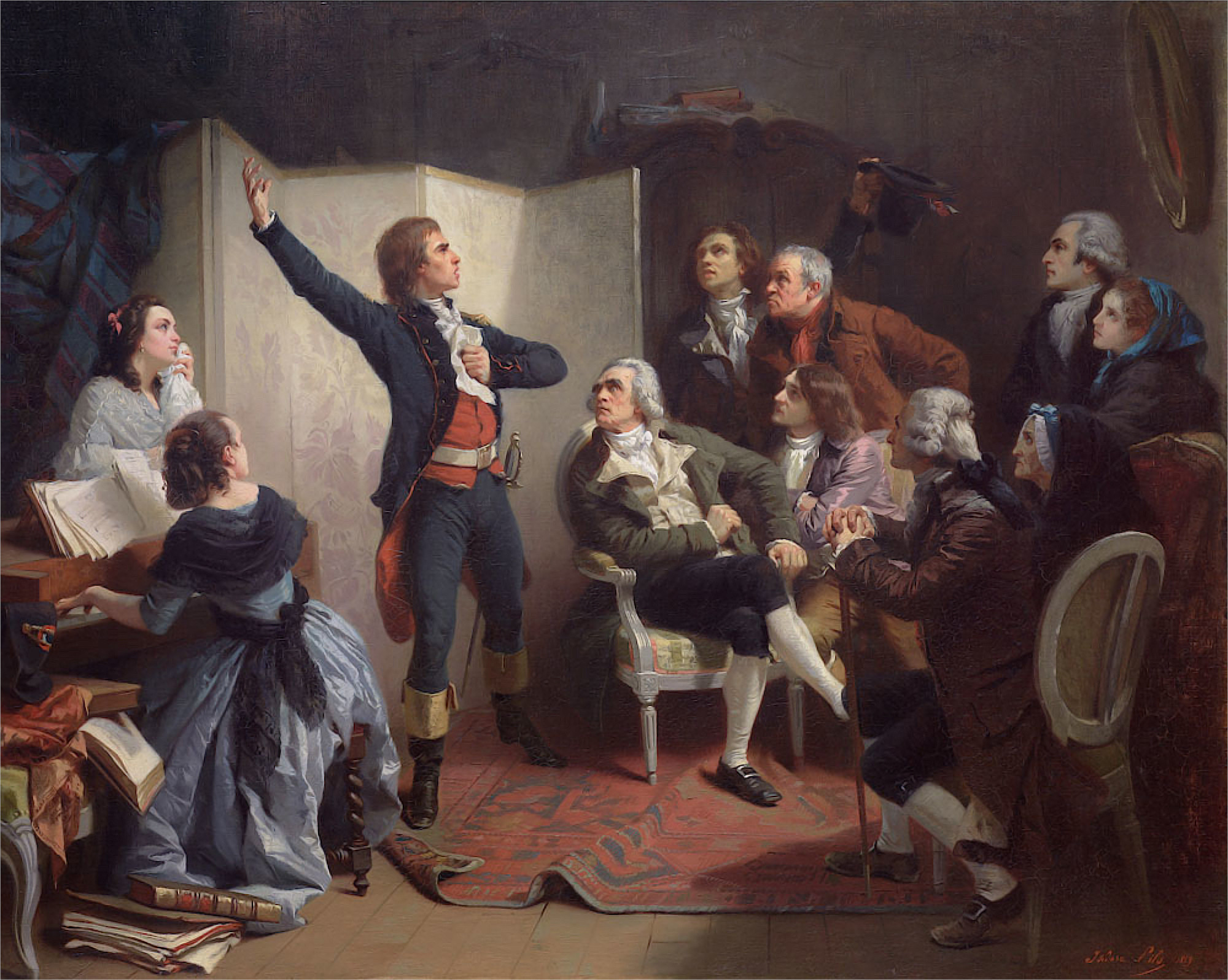
Rouget de l'Isle chante La Marseillaise pour la première fois.

- 25-26 avril : Rouget de l'Isle compose à Strasbourg le « chant de guerre pour l'armée du Rhin » (future Marseillaise)[17].
- 28 avril : prise de Porrentruy par les Français de Custine[18].
- 28-30 avril : débandade de l'armée française sur la frontière du Nord. Débâcle de Quiévrain (28-30 avril) et déroute de Marquain près de Tournai (29 avril)[19]. Massacre du maréchal de camp Dillon, accusé de trahison par ses troupes[2].
- 30 avril-1er mai : émission de 300 millions d'assignats[11].

### Mai
- 3 mai : décret d'accusation contre Marat[2].
- 9 mai-12 juin : Joseph Servan devient ministre de la guerre[20].
- 27 mai : décret ordonnant la déportation des prêtres réfractaires[21].
- 28 mai : l'Assemblée se déclare en séance permanente[22].
- 29 mai :
  - décret sur le licenciement de la garde constitutionnelle du Roi, un corps soupçonné d'opinions exagérément royalistes[23].
  - le duc de Cossé-Brissac (1734-1792), commandant en chef de la garde constitutionnelle, est décrété d'accusation, pour avoir fait régner dans ce corps un esprit contre-révolutionnaire et avoir fait prêter à ses hommes le serment d'accompagner le roi partout où il se rendrait.

### Juin
- 8 juin : décret sur la formation d'un camp de gardes nationaux des provinces, fédérés entre eux, à Soissons, pour défendre Paris[2].
- 11 juin : vetos royal au décret organisant la levée de 20 000 fédérés et au décret déportant les prêtres réfractaires[24].
- 12 juin[25] : Jean Duprat, négociant en soies, soupçonné d’avoir participé aux massacres de la Glacière, est élu maire d'Avignon[26].
- 12-13 juin : avec son Conseil, le roi pousse le ministère brissotin à la démission (Servan, Roland et Clavières). Le nouveau ministère est composé de Feuillants (Mourgue, Dumouriez et Beaulieu)[2].
- 13 juin : échec des Autrichiens à Maubeuge[2].
- 15 juin : le roi accepte la démission de Dumouriez et de Mourgue[27].
- 18 juin : prise de Courtrai par Luckner ; l'offensive s'arrête. Puis, dans la nuit du 29 au 30 juin, l'armée du Rhin se replie sur Lille et Valenciennes[2].

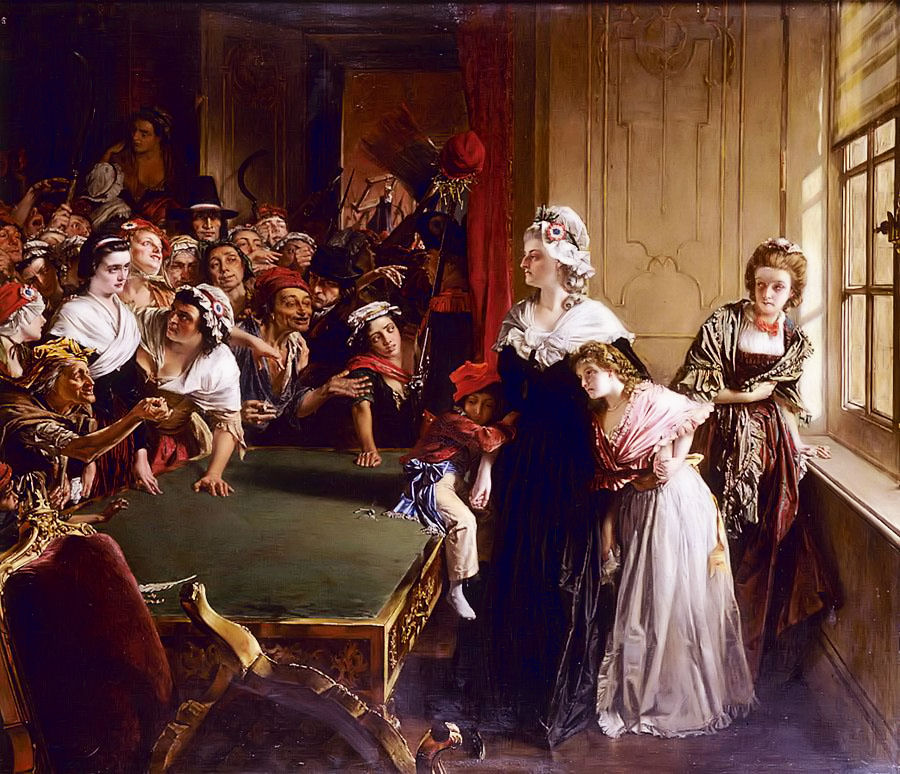
Les Tuileries, 20 juin 1792 par Alfred Elmore, (musée de la Révolution française).

- 20 juin : journée du 20 juin (Legendre, Santerre, Fournier), manifestation montée par les 48 sections parisiennes : le peuple envahit les Tuileries, réclamant le retour des ministres brissotins et l'acceptation de plusieurs décrets auxquels le roi a opposé son veto. Le roi, acculé dans une embrasure de fenêtre, est coiffé du bonnet rouge. Il ne cède pas. La manifestation provoque un mouvement de réaction à Paris (restriction du droit de pétition, reprise en main de la garde nationale) et en province[28].
- 26 juin : le roi de Prusse fait publier un manifeste contre la France. Début de la Première coalition[2].
- 28 juin : devant l'Assemblée, après l'invasion des Tuileries par le peuple, La Fayette demande des poursuites contre les « factieux » qu'il oppose aux « bons citoyens » et aux « honnêtes gens ». Il réclame une solution définitive aux problèmes intérieurs pour permettre à l'armée de combattre l'esprit libre[29].

### Juillet
- 1er juillet : pétition dite « des vingt mille » contre les événements du 20 juin[2].
- 3 juillet–10 août : Étienne de Joly, ministre de la Justice[12].
- 7 juillet : Baiser Lamourette, tentative d'union nationale à l'Assemblée[30].
- 10 juillet :
  - démission des ministres feuillants[31] ;
  - révolte de Fouesnant, prélude à la Chouannerie[32].
- 11 juillet : proclamation de « la patrie en danger » par l'Assemblée législative[33]. Les fédérés affluent vers Paris malgré le veto du roi.
- 12 juillet : levée de volontaires[34].
- 12–14 juillet : massacres de Joyeuse et des Vans[35]. Dispersion de « l'armée catholique du Midi », réunie au camp de Jalès (royalistes), par les gardes nationales du Gard et de l'Ardèche.
- 14 juillet : 
  - fête de la Fédération au Champ de Mars en présence du roi[2], à laquelle participent illégalement les fédérés, qui restent pour la plupart à Paris après la fête ;
  - prise d'Orchies par les Autrichiens ; les Français reprennent Orchies le lendemain 15 juillet[2].
- 19 juillet : 
  - les bataillons de la garde nationale sont réduits de 60 à 48 et affectés à chaque section[36] ;
  - le roi de Sardaigne accède à la coalition contre la France[2].
- 21 juillet : le roi Louis XVI écrit et remet au père François-Louis Hébert, c. i. m., son vœu au Sacré-Cœur de Jésus.
- 25 juillet : 
  - manifeste de Brunswick au peuple de Paris, lancé de Coblence par le commandant en chef des armées prussiennes et autrichiennes, Charles Guillaume de Brunswick[13]. Il menace le peuple parisien « d’une vengeance exemplaire et à jamais mémorable, en livrant la ville de Paris à une exécution militaire et à une subversion totale » si le moindre outrage était fait à la famille royale. Connu le 3 août à Paris, il contribue à la journée du 10 août ;
  - arrivée à Paris des contingents de fédérés « Bretons »[37]. Les 48 sections parisiennes sont autorisées à siéger en permanence par décret.
- 29 juillet : discours prononcé aux Jacobins par Robespierre sur l’usurpation de la souveraineté nationale. Il légitime l'action directe et la violence lorsque l'intérêt supérieur de la nation et de « l'État » le justifie et présente les élus comme de simples « commis » du pouvoir souverain détenu par le peuple[6] : « La source de tous nos maux, c'est l'indépendance absolue où les représentants se sont mis eux-mêmes à l'égard de la nation sans l'avoir consultée. Ils ont reconnu la souveraineté de la nation, et ils l'ont anéantie. Ils n'étaient de leur aveu même que des mandataires du peuple, et ils se sont faits souverains, c'est-à-dire despotes. Car le despotisme n'est autre chose que l'usurpation du pouvoir souverain. »
- 29 juillet : le Bataillon des Marseillais atteint Charenton-le-Pont où les volontaires entonnent le "Chant de Guerre pour l'Armée du Rhin". Ainsi retentit pour la première fois devant Paris, sur l'actuelle place des Marseillais (où figure une plaque commémorative), le Chant des Marseillais devenu par la suite l'hymne national : la Marseillaise.
- 30 juillet : arrivée des contingents de fédérés « Marseillais » qui popularisent le Chant de guerre pour l'Armée du Rhin[38].
- 31 juillet : émission de 300 millions d'assignats[2].

### Août
- 2 août : déclaration des princes français, datée de Bingen, dans la Hesse-Darmstadt. Députation des Marseillais demandant à l'Assemblée la déchéance du roi[2].
- 3 août : connu à Paris, le Manifeste de Brunswick suscite un intense mouvement de défense nationale. 47 sections de la garde nationale sur 48 demandent la déchéance du roi et proposent un programme de gouvernement (convocation d'une Constituante et renouvellement des administrations locales au suffrage universel). Les sections fixent un délai à l'Assemblée pour adopter leur programme. L'Assemblée ne réussit pas à choisir une politique, ce qui déclenche la journée du 10 août[36].
- 6 août : pétition signée au Champ de Mars pour la déchéance du roi[2].

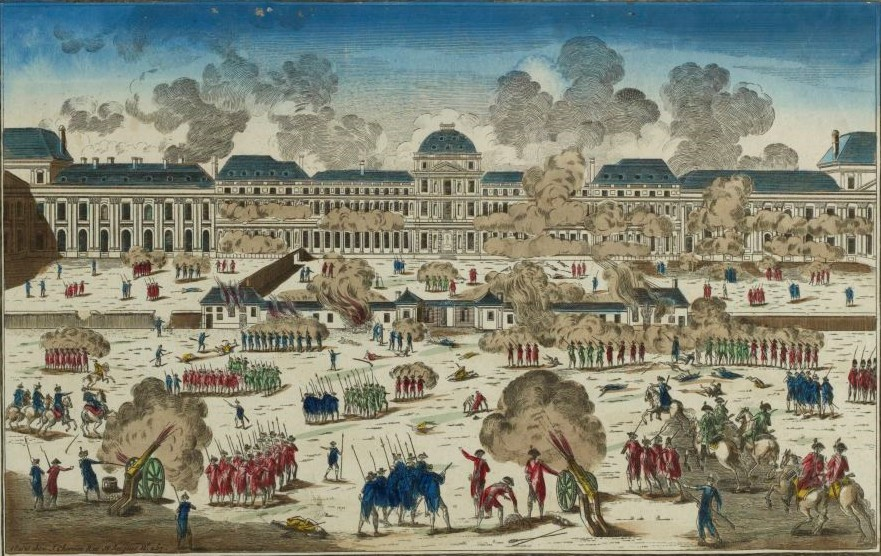
Prise des Tuileries le 10 août, (musée de la Révolution française).

- 10 août : journée du 10 août 1792 ; prise des Tuileries par le peuple (sectionnaires et fédérés). La famille royale se réfugie à l'Assemblée qui se déclare en séance permanente et se fait délivrer le sceau de l'État pour marquer sa prise de pouvoir ; le soir, l'Assemblée législative, qui assume tous les pouvoirs, désigne par acclamation un conseil exécutif provisoire, composé de six ministres (Étienne Clavière, Roland, Joseph Servan, Danton, Monge et Lebrun). Elle envoie aux armées 12 députés disposant de pouvoirs étendus (dont la suspension des généraux)[36] ; le principe de la création d'une nouvelle assemblée, la Convention nationale, est acquis. la liberté de la presse est suspendue[39].
- 11 - 13 août : création d'une Commune insurrectionnelle à Paris (Chambon, Pache, Fleuriot-Lescot, maires) élue au suffrage universel[36].
- 11 août : décret qui abroge les primes accordées depuis 1784 aux armateurs pratiquant la traite des Noirs.
- 12 août :
  - décret convoquant les assemblés primaires pour élire les électeurs le 26 août, instaurant le suffrage universel masculin[40] ; c'est la seconde fois en France, après l’élection des états généraux de 1789.
  - blocus de Landau[41].
- 13 août : suspension du roi. La famille royale est enfermée à la Prison du Temple[42].
- 14 août : un nouveau serment, qui repose sur les principes de liberté et d’égalité, est exigé de tous les fonctionnaires de l’État, dont les prêtres. Il est largement prêté[36].
- 15 août : une levée d'hommes à Saint-Ouën-des-Toits en Mayenne provoque la rébellion de Jean Cottereau, dit Jean Chouan, contre les opérations de recrutement[43].
- 17 août : création d'un tribunal criminel extraordinaire (Réal, accusateur public)[42].
- 18 août : décret abolissant les congrégations religieuses, y compris enseignantes, et les confréries[42].
- 19 août : 
  - échec des Autrichiens au combat de Fontoy face à l’armée du maréchal Luckner[2].
  - l’armée prussienne de Brunswick franchit la frontière française[44].
- 20 août : La Fayette, qui quitte la France, est arrêté par les Autrichiens qui lui reprochent son rôle actif durant le début de la Révolution française[2] ; il reste emprisonné quatre ans.

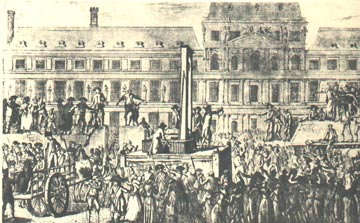
21 août : première exécution par la guillotine sur la place du Carrousel.

- 21 août : décret relatif à la formation de la Convention nationale[45].
- 22 août :
  - première insurrection des Vendéens, qui s'emparent de Châtillon[2].
- 23 août : Kellermann remplace Luckner dans le commandement de l'armée de la Moselle[2].
- 24 août : début du siège de Thionville par les coalisés (fin le 16 octobre)[46].
- 25 août : suppression des redevances seigneuriales[42].
- 26 août : 
  - abolition définitive de tous les droits féodaux[42].
  - décret bannissant les réfractaires[2].
  - Quatre jours après la prise de Châtillon, les paysans insurgés sont écrasés à la bataille de Bressuire.
- 27 août : la Commune de Paris procède à la fortification de Paris, forge des armes et autorise les visites domiciliaires. Les décrets contre les prêtres réfractaires sont exécutés (3000 arrestations en quelques jours). La Commune mène une politique de décatholicisation (réquisitions des palais épiscopaux, interdiction des habits religieux hors des églises, interdiction des processions)[36].
- 29 août-2 septembre : victoire prussienne à la bataille de Verdun sur la France[44].
- 30 août : décret autorisant le divorce[2].

### Septembre
- 2 septembre : 
  - capitulation de Verdun devant les Prussiens[2].
  - discours de Danton devant l'Assemblée législative, qui appelle à la résistance : « De l’audace, encore de l’audace, toujours de l’audace et la France est sauvée »[47].

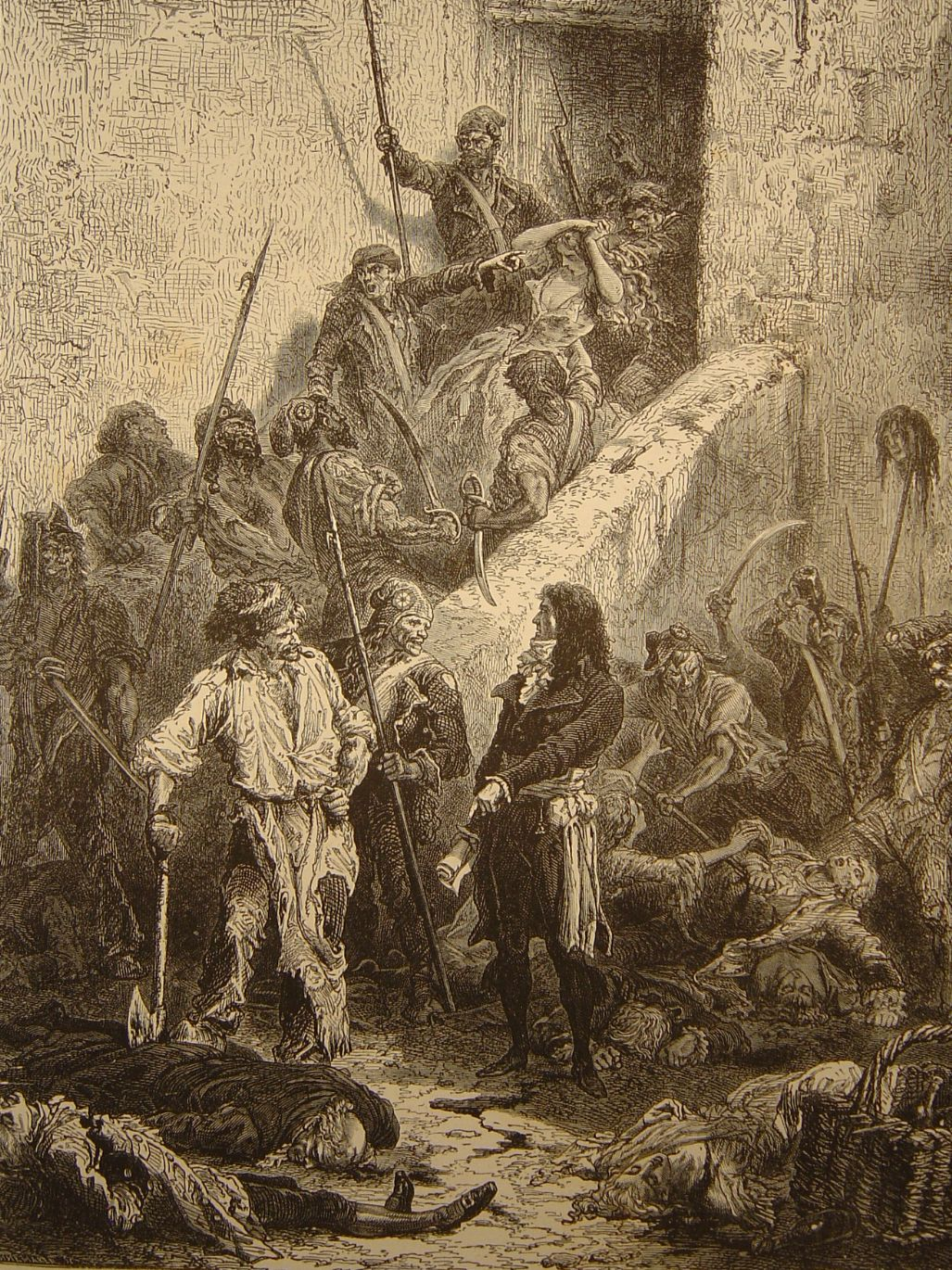
Les septembriseurs, gravure publiée en 1871.

- 2-6 septembre : massacres de Septembre. Des centaines de prisonniers, ainsi que des aristocrates, des prêtres et quelques évêques, désignés comme traîtres, sont jugées sommairement et massacrés[42]. Mise en place de la commission Maillard à la prison de l'Abbaye[48]. À Reims, Caen, Meaux et Lyon, les sociétés locales procèdent aussi à des exécutions[36].
- 2 - 19 septembre : élections législatives[49]. Malgré le passage au suffrage universel, la participation reste faible, 11,9% du corps électoral[50].
- 4 septembre : proclamation du Conseil exécutif provisoire qui prescrit des réquisitions extraordinaires pour ravitailler les armées. Le 9 septembre, un décret légalise les mesures prescrites en y ajoutant l'autorisation donnée aux municipalités « de retenir » les ouvriers nécessaires au battage des grains ou à la culture des terres[51].
- 9 septembre : massacres des prisonniers amenés d'Orléans à Versailles[2].
- 11 septembre : Monsieur, accompagné du comte d'Artois, rejoint l'armée prussienne à la tête de six mille hommes de cavalerie[2].
- 11-17 septembre : vol des diamants de la couronne au garde-meuble par une bande de cambrioleurs dirigée par Paul Miette[52].
- 14 septembre : l'armée prussienne de Brunswick (34 000 hommes) force les défilés de l'Argonne, obligeant l'armée française à se replier sur Châlons-sur-Marne. Echec des Autrichiens près de La Croix-aux-Bois[2].
- 18 septembre : l'Assemblée législative dissout et fait renouveler la Commune de Paris[50].
- 19 septembre : décret de Vincens-Plauchut, qui décide de la mise sous séquestre et la vente de tous les biens de l'ordre de Malte[2].

- 20 septembre :

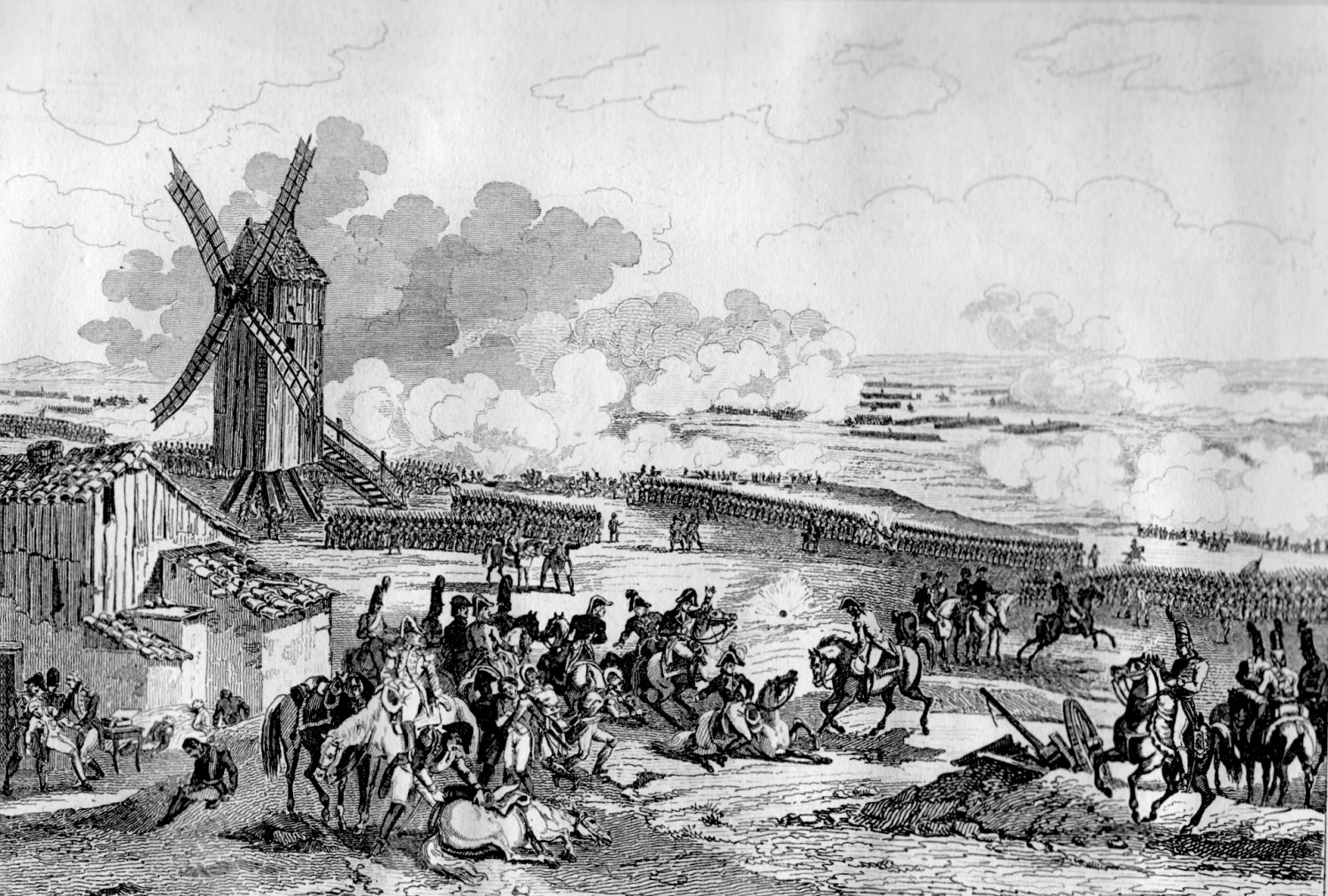
20 septembre : Valmy

  - victoire française à la bataille de Valmy remportée par les troupes françaises de Dumouriez et de Kellerman (44 000 hommes) sur les armées prussiennes de Brunswick[13]. Des volontaires de la Garde nationale ont participé au combat aux côtés des soldats professionnels de l'armée royale. Prise à revers, l'armée de Brunswick bat en retraite et retrouve ses positions de départ le 23 octobre.
  - laïcisation de l'état civil et loi sur le divorce[53].

Fin septembre à novembre : Girondins contre Montagnards à la Convention nationale.
- Les « Brissotins » (ou Girondins), révolutionnaires convaincus, appuyés par la province, siègent à droite (Brissot, Vergniaud, Guadet, Pétion de Villeneuve, Condorcet, Gensonné, Barbaroux, Buzot, Louvet, Isnard). Ils ont quitté le club des Jacobins en août et se réunissent chez Madame Roland. Soucieux de légalité et hostiles à toute ingérence dans les débats de l'Assemblée, ils veulent réduire le rôle politique de la capitale.
- Les « Montagnards » siègent à gauche, sur les bancs les plus hauts (Robespierre, Danton, Marat, Billaud-Varenne, Collot d'Herbois, Saint-Just, Couthon, Camille Desmoulins, Merlin de Thionville). Ils s'appuient sur le club des Jacobins et les clubs provinciaux affiliés. Ils sont prêts à prendre des mesures rigoureuses et extrêmes et trouvent appui dans la Commune de Paris.
- Au centre siègent des députés républicains modérés qui jouent un rôle d'arbitrage entre les deux extrêmes (Sieyès, Cambacérès, Daunou, Grégoire, Boissy d'Anglas).
- Les Sans-culottes jouent un rôle important dans la vie politique depuis le 10 août. Issus de la classe moyenne (boutiquiers, artisans, petits propriétaires), ils s'appuient sur les sections parisiennes et sont partisans de la souveraineté populaire (référendums, droit de pétition et d'insurrection). Le club des Cordeliers avec Hébert ou le mouvement Enragé (Jacques Roux, Momoro, Leclerc) représentent les tendances de la sans-culotterie.

- 21 septembre : première réunion de la Convention nationale ; abolition de la monarchie[54] ; le Conseil exécutif constitué après le 10 août est maintenu. L'Assemblée ratifie l'union du Comtat Venaissin et d'Avignon à la nation française. Convention girondine jusqu'au 2 juin 1793. Les Brissotins dominent l'Assemblée dès les premières séances. Pétion est élu président de l'Assemblée[55]. Danton est écarté du Conseil exécutif sous la menace d'une enquête sur sa gestion.
- 21-22 septembre : les troupes françaises envahissent le duché de Savoie[13]
- 22 septembre : proclamation de l'an I de la République française[54],[2].
- 23 septembre : une troupe de gardes nationaux d’Arles requis par l’assemblée électorale des Bouches-du-Rhône se heurte à la résistance armée d’une coalition de communes, autour d’Eyguières, soutenues par Salon. L’affrontement fait 11 morts et les Arlésiens sont mis en déroute[56].
- 24 septembre-8 octobre : échec du siège de Lille par Albert de Saxe-Teschen[13].
- 28-29 septembre : conquête du comté de Nice par l'armée du Midi conduite par Anselme[2].
- 29 septembre-3 octobre : bombardement de Lille par les Autrichiens[2].
- 30 septembre : prise de Spire par le général Custine à la tête de l'armée des Vosges[2]. Il s'empare de Worms le 5 octobre, de Mayence le 21, de Francfort-sur-le-Main le 22[57], pille et rançonne le pays.

### Octobre
- 2 octobre : création du Comité de sûreté générale chargé de surveiller et punir les crimes de contre-révolution[58] (Amar, Basire, David, Le Bas, Legendre, Tallien, Vadier).
- 4 octobre : Jean-Nicolas Pache, ministre de la guerre (fin le 4 février 1793)[59].
- 7 octobre : levée du siège de Lille[60].
- 9 octobre : 
  - décret portant la peine de mort contre les émigrés pris les armes à la main[2].
  - Dominique Garat remplace Danton comme ministre de la justice[2].
- 10 octobre : décret proscrivant les appellations de monsieur, madame, mademoiselle et les remplaçant par celles de citoyen et citoyenne[2].
- 14 octobre : reprise de Verdun par le général Dillon[61].
- 16 octobre : levée du siége de Thionville[2].
- 19 octobre : les troupes françaises s'alignent sur la rive gauche du Rhin[62].
- 21 octobre :
  - l'Assemblée nationale des Allobroges déclare la déchéance du duc de Savoie et la réunion à la France. La Convention accepte la réunion et forme le département du Mont-Blanc (27 novembre)[63].
  - prise de Mayence par Custine et de Longwy par Kellermann[2].
- 22 octobre : prise de Francfort-sur-le-Main par les Français. Les Prussiens, chassés de Verdun, évacuent le territoire français[2].
- 23-25 octobre : décret bannissant à perpétuité tous les émigrés, et prononçant la peine de mort contre ceux qui rentreraient en France[2].
- 27 octobre : Dumouriez entre en Belgique[50].
- 28 octobre : Robespierre attaque les Fayettistes et les Girondins aux Jacobins ; « ils sont les honnêtes gens, les gens comme il faut de la République ; nous sommes les sans-culottes et la canaille »[64].

### Novembre
- 1er novembre : Jean-Baptiste Bessières, futur maréchal d'Empire, entre au 22e régiment des chasseurs à cheval[65].

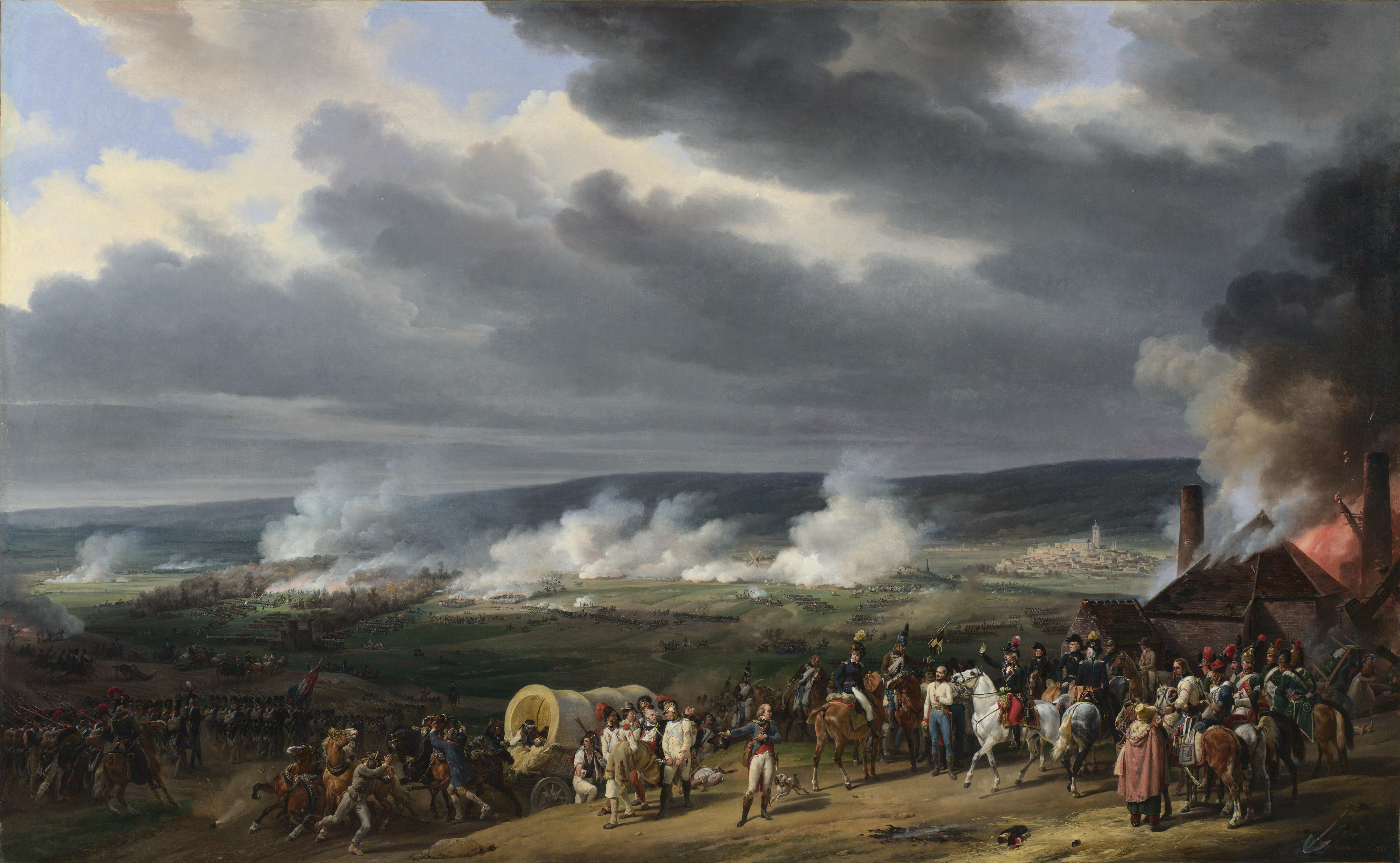
6 novembre : bataille de Jemmapes, Henry Scheffer, d'après Horace Vernet.

- 6 novembre : victoire française de Dumouriez à la bataille de Jemappes sur l'Autriche[13].
- 7 novembre : décret proposé par Mailhe prononçant que Louis XVI peut-être mis en jugement par la Convention nationale[2].
- 7-12 novembre : prise de Mons, Tournai (8 novembre) et Charleroi (12 novembre)[2].
- 9 novembre : défaite des Prussiens au combat de Limbourg[2].
- 14 novembre : entrée des troupes françaises à Bruxelles[2].
- 17 novembre : défaite des Autrichiens au combat de Bois-d'Asche[2].
- 18 novembre : prise d'Ypres, Furnes et Bruges par le général de la Bourdonnaye ; prise d'Anvers par le général Lamarlière[2].
- 19 novembre : décret promouvant la guerre de propagande. Il accorde « fraternité et secours à tous les peuples qui voudront conquérir leur liberté »[36].
- 20 novembre : épisode de « l'armoire de fer », contenant des documents permettant d'accuser le roi de haute trahison[50].
- 24 novembre : prise et sac d'Oneille, en Piémont[66].

- 27 novembre :

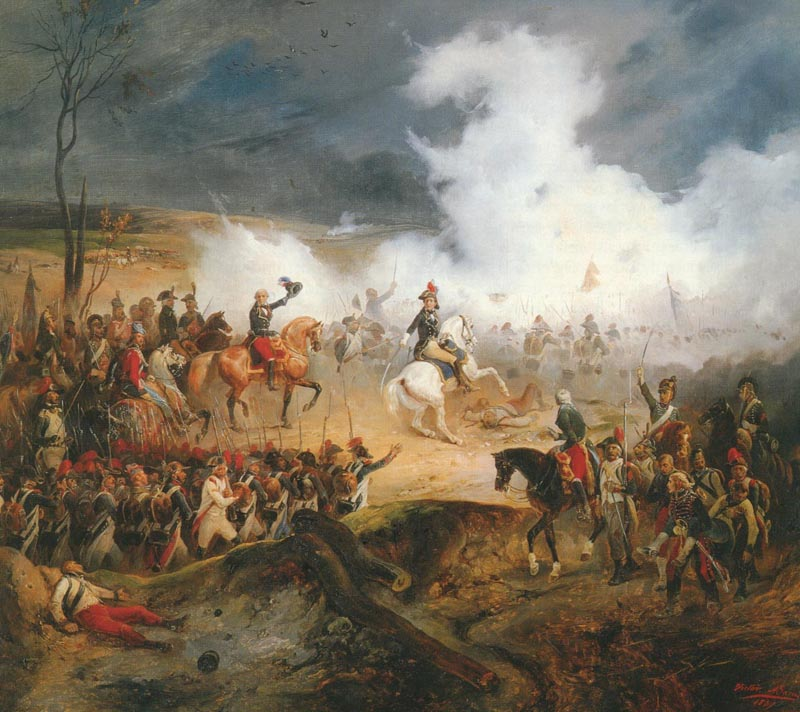
27 novembre : bataille de Varoux

  - la France annexe la Savoie. Création du département du Mont-Blanc[67].
  - bataille de Varoux[68].
- 28 novembre : entrée des troupes françaises à Liège[68].
- 30 novembre : capitulation d'Anvers[68].
- 30 novembre : suppression du tribunal extraordinaire[69].

### Décembre
- 2 décembre : 
  - Chambon, nouveau maire de Paris, en remplacement de Jérôme Pétion[70].
  - combat et évacuation de Francfort, reprise par les Prussiens ; prise de Namur[2].
- 3 décembre : 
  - Custine à la tête de l'armée des Vosges se replie sur Mayence, laissant la rive droite du Rhin aux coalisés à l'exception de Königstein, Hochheim, Kostheim et Cassel[57].  Les troupes françaises commencent à rencontrer des difficultés. Des troubles éclatent dans les pays rhénans, en Belgique, à Nice. Retraite de l'armée du Rhin en Sarre. Avance des Autrichiens.
  - débat sur le procès du roi[2].
- 4 décembre : une délégation de patriotes belges et liégeois se présente devant la Convention pour lui réclamer l’indépendance de la Belgique[71].
- 5 décembre : 
  - combats de Montagne-Verte et de Pellingen[2].
  - décret prononçant la peine de mort contre les exportateurs de grains[2].
- 6 décembre :
  - la commission dite « commission des Vingt-Un », dont le Girondin Valazé était le rapporteur, est chargée par la Convention nationale de présenter l'acte énonciatif des crimes dont Louis XVI serait accusé et la série de questions à poser au roi lors de son procès[72].
  - organisation de la légion franche des Américains qui regroupe les soldats de couleur qui veulent défendre la révolution. Saint-George en devient le colonel et recrute Alexandre Dumas[73].
- 8 décembre : les Français occupent Aix-la-Chapelle[2].
- 9 décembre : les états de l'évêché de Bâle se constituent en république rauracienne[2].
- 10-11 décembre : Ruremonde et Verviers, en Belgique, sont prises par les Français[2].

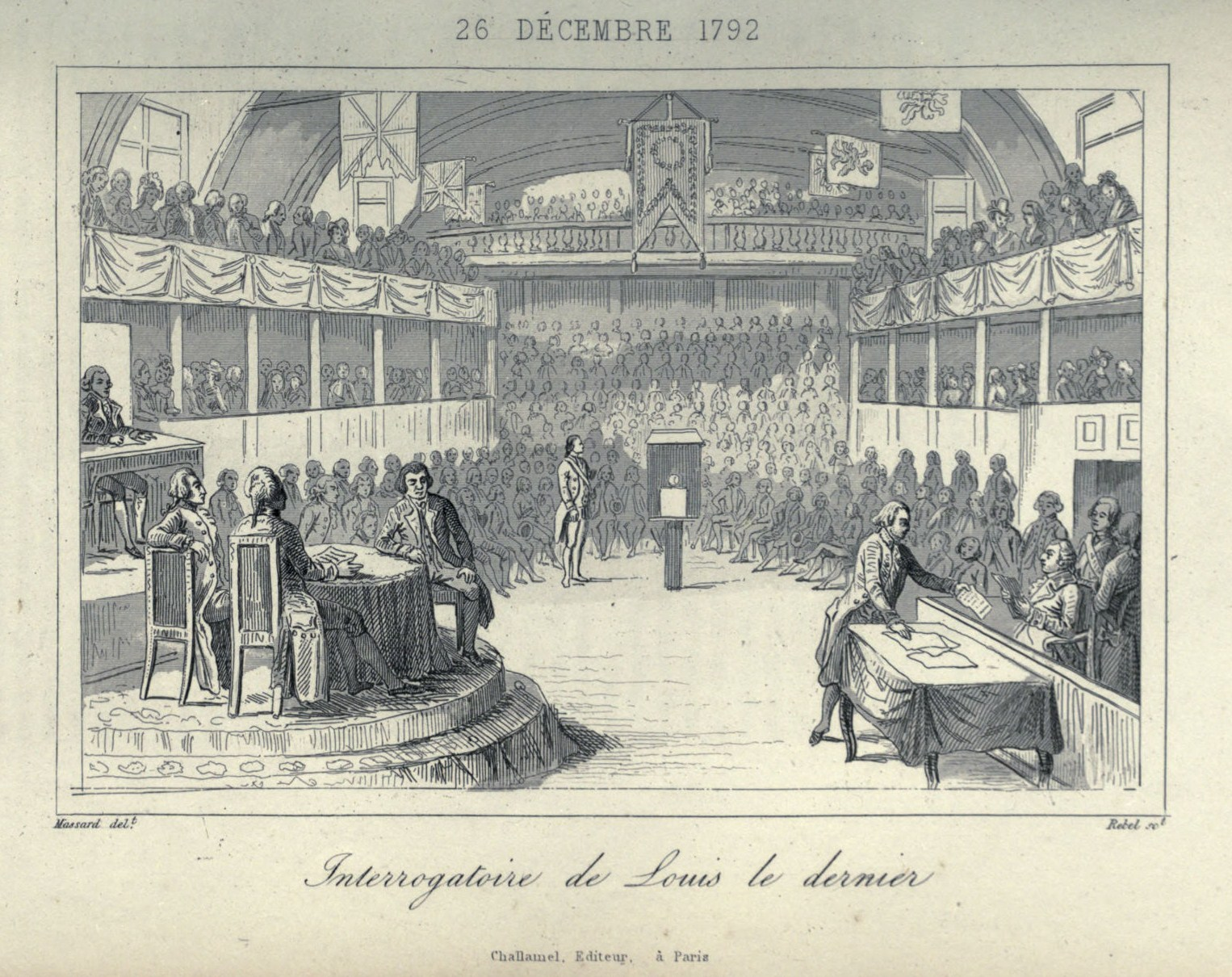
Interrogatoire de Louis XVI à la barre de la Convention.

- 11 décembre : ouverture du procès de Louis XVI à la Convention[2], défendu par de Sèze, Tronchet et Malesherbes[74].
- 12 décembre : décret sur l'organisation des écoles primaires sur le rapport du comité d'instruction publique. Création du corps des instituteurs [75].
- 15 décembre :
  - la Convention, sous l'impulsion de Pierre Joseph Cambon, vote le Décret sur l'administration révolutionnaire française des pays conquis[76]. Il précise la politique que les généraux doivent suivre dans les pays qu'ils occupent : destruction de l'Ancien Régime, abolition des droits féodaux, saisie des biens d’Église[36].
  - défaite des Autrichiens aux combats de Wavren et de Hamm en Belgique[2].
- 16 décembre : décret qui expulse la famille des Bourbons du territoire français : les détenus au temple et le duc d'Orléans sont exceptés[2].
- 25 décembre : Louis XVI rédige son testament[77].
- 28 décembre : discours de François Buzot à la Convention sur l'appel au peuple dans le jugement du roi ; Robespierre est contre[50].

- Les effectifs de l'armée entre décembre 1792 et février 1793 diminuent de moitié après le départ des volontaires (de 400 000 à 220 000 hommes).